# Tuudor Palm
Tuudor Palm (* 29. Januar 2002 in Tallinn) ist ein estnischer Biathlet.

## Karriere
Palm startet für den Spordiklubi TT und zählt gemeinsam mit Markus Epner und Jakob Kulbin zu den größten Nachwuchstalenten des estnischen Biathlons. Seine erste Medaille auf nationaler Ebene war der Gewinn der Bronzemedaille in der Klasse U15 im Sprint über 4,5 Kilometer bei den estnischen Meisterschaften 2016, die er ein Jahr später bestätigen konnte. In der höheren Altersklasse U17 stand er dann bei den nationalen Meisterschaften 2018 erstmals ganz oben auf dem Treppchen und durfte den Titelgewinn über 10 Kilometer Verfolgung bejubeln. Ein Jahr später gewann Palm, immer noch in der Altersklasse U17 sogar zweimal Gold in Sprint und Verfolgung. Insgesamt hat er bis dato bei den nationalen Meisterschaften (Sommer und Winter) im Juniorenbereich 16 Medaillen gewonnen, neben seinen drei Titeln acht silberne und fünf bronzene (Stand Januar 2023).

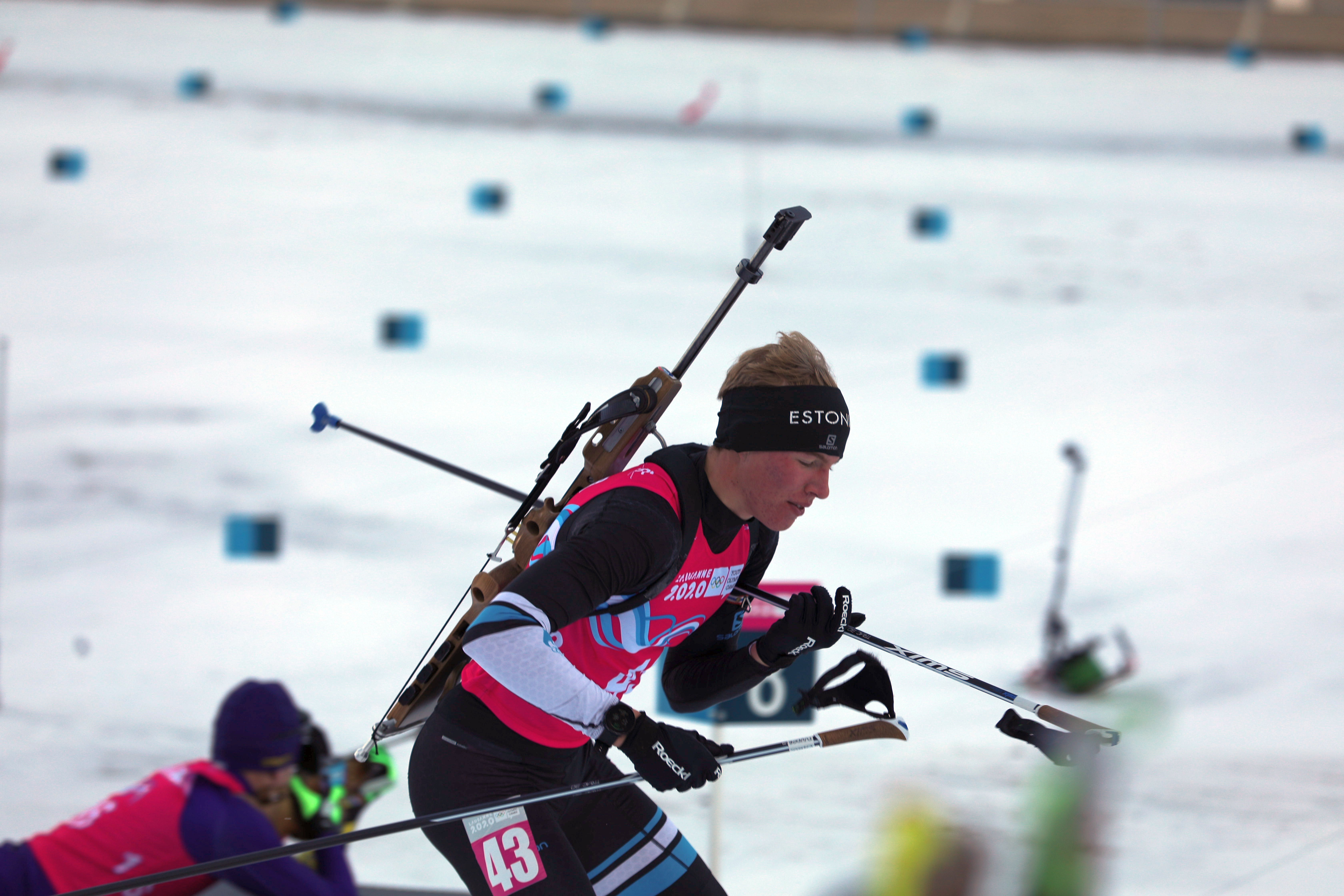
Palm beim Einzelrennen der Olympischen Jugendspiele 2020

Seine nächsten internationalen Wettkämpfe waren die Juniorenweltmeisterschaften 2019 in Brezno-Osrblie. Dort wurde er in seinem ersten Rennen, dem Einzel 38. In den folgenden Sprintwettkampf belegte Palm den 67. Rang und an der Seite von Markus Epner und Joosep Perv den 14. Platz mit der Staffel. In der folgenden Saison 2019/20 ging Palm im IBU-Junior-Cup an den Start, wo ein 28. Platz im Supersprint am Arber sein bestes Saisonresultat darstellte.
Seine erste Top-Ten-Platzierung auf internationaler Ebene erreichte er bei den Juniorenweltmeisterschaften 2021 in Obertilliach, wo er im ersten Rennen dank einer fehlerfreien Schießleistung Platz zehn belegte. Hinzu kam ein achter Platz mit der estnischen Staffel. Dank dieser guten Ergebnisse durfte Tuudor Palm in Obertilliach bleiben und beim dort ausgetragenen IBU-Cup erstmals auf Seniorenniveau starten. Seinen ersten Start im kurzen Einzel über 15 Kilometer beendete er auf Platz 104. Im Winter 2021/22 konnte er seine Leistung beständiger abrufen und landete im IBU-Junior-Cup konstant unter den besten 20, sodass er die Saison auf einem 16. Platz in der Gesamtwertung abschloss. Außerdem vertrat er das estnische Team bei den Olympischen Jugend-Winterspielen 2020, wo er Sprint und Einzel auf den Rängen 41 und 42 beendete und die Mixed-Staffel mit seinem Team auf Platz 16 abschloss.
Zu Beginn der Saison 2022/23 pendelte der Este zwischen den Wettkampfebenen. Nach einem Einsatz im IBU-Cup in Idre folgten zunächst wieder Einsätze im IBU-Junior-Cup. Da Kristo Siimer und Raido Ränkel bei Weltcup auf der Pokljuka nicht an den Start gingen, wurde für den 20-jährigen ein Platz im Weltcupteam frei. Sein Debüt feierte er mit einem 82. Platz nach einem Schießfehler im Sprint. Für die anschließende Verfolgung der besten 60 hatte er sich somit zwar nicht qualifiziert, erhielt aber in der Mixed-Staffel noch einen weiteren Einsatz. An Position zwei laufen benötigte Palm drei Nachlader und übergab an seine Teamkollegin auf Platz 22. Schlussendlich kam die estnische Staffel auf Platz 17 ins Ziel.

## Statistik

### Platzierungen im Biathlon-Weltcup
Die Tabelle zeigt alle Platzierungen (je nach Austragungsjahr einschließlich Olympische Spiele und Weltmeisterschaften).
- 1.–3. Platz: Anzahl der Podiumsplatzierungen
- Top 10: Anzahl der Platzierungen unter den ersten zehn (einschließlich Podium)
- Punkteränge: Anzahl der Platzierungen innerhalb der Punkteränge (einschließlich Podium und Top 10)
- Starts: Anzahl gelaufener Rennen in der jeweiligen Disziplin
- Staffel: inklusive Mixed- und Single-Mixed-Staffeln

| Platzierung                    | Einzel | Sprint | Verfolgung | Massenstart | Staffel | Gesamt |
| ------------------------------ | ------ | ------ | ---------- | ----------- | ------- | ------ |
| 1. Platz                       |        |        |            |             |         |        |
| 2. Platz                       |        |        |            |             |         |        |
| 3. Platz                       |        |        |            |             |         |        |
| Top 10                         |        |        |            |             |         |        |
| Punkteränge                    |        |        |            |             | 1       | 1      |
| Starts                         |        | 2      |            |             | 1       | 3      |
| Stand: nach der Saison 2022/23 |        |        |            |             |         |        |

### Juniorenweltmeisterschaften
Ergebnisse bei den Juniorenweltmeisterschaften:
|                                            | Einzelwettbewerbe | Einzelwettbewerbe | Einzelwettbewerbe | Staffelwettbewerbe | Staffelwettbewerbe |
| Sprint                                     | Verfolgung        | Einzel            | Herrenstaffel     | Mixedstaffel       |                    |
| ------------------------------------------ | ----------------- | ----------------- | ----------------- | ------------------ | ------------------ |
| Weltmeisterschaften 2020 \| Lenzerheide    | –                 | –                 | –                 | 20.                | –                  |
| Weltmeisterschaften 2022 \| Soldier Hollow | 58.               | 53.               | 54.               | 12.                | –                  |

Außerdem nahm Palm im Rahmen der Junioren-Weltmeisterschaften 2019, 2020 und 2021 an den Jugendwettbewerben teil, die hier nicht aufgeführt sind. Gleiches gilt für seine Teilnahme an den Juniorenwettbewerben der Sommerbiathlon-Weltmeisterschaften 2022 in Ruhpolding.